# Меркулов, Виктор Николаевич
Ви́ктор Никола́евич Мерку́лов (1925, Ташкент — 1968, Ереван) — советский футболист, нападающий.
Играл за команды ДО Тбилиси, «Динамо» Ереван (1948—1953), «Спартак» Ереван (1954—1955), «Пищевик» Одесса. В чемпионате СССР в 1949—1950 годах провёл 59 матчей, забил 10 голов.
В финале Кубка СССР 1954 года забил единственный мяч ереванского «Спартака» в ворота «Динамо» Киев (1:2).